# Chi Cắt kền kền
Chi Cắt kền kền (tên khoa học Phalcoboenus) là một chi chim trong họ Falconidae. Bao gồm 4 loài chim Caracara có kích thước khá lớn (khối lượng 0,8 - 2,3 kg), sống bằng lối sống ăn xác chết và bắt các loài động vật nhỏ.

## Các loài
- Phalcoboenus albogularis: Caracara họng trắng
- Phalcoboenus australis: Caracara vằn
- Phalcoboenus carunculatus: Caracara mào gà
- Phalcoboenus megalopterus: Caracara núi